# Wiktor Wawrzyczek
Wiktor Wawrzyczek (ur. 18 grudnia 1911 w Kończycach Wielkich, zm. 17 grudnia 1969) – polski chemik i działacz społeczny.
Był najstarszy z trojga rodzeństwa. W 1933 roku ukończył z wyróżnieniem Gimnazjum Matematyczno-Przyrodnicze w Cieszynie. Od 1934 roku student chemii na Uniwersytecie Jagiellońskim w Krakowie. W 1935 opublikował swoją pierwszą pracę naukową (dotyczyła źródeł mineralnych na Śląsku Cieszyńskim). Ukończył studia jeszcze przed wybuchem II wojny światowej, lecz nie otrzymał dyplomu.
W czasie II wojny światowej pracował jako hydraulik w Krakowie. Wykładał chemię i fizykę na tajnych kompletach UJ.
16 lutego 1945 otrzymał dyplom magistra chemii. 4 kwietnia 1945 został doktorem filozofii z zakresu chemii i asystentem w Katedrze Chemii Fizycznej UJ. Później powrócił do Cieszyna, gdzie od 15 maja 1945 był nauczycielem w Liceum i Gimnazjum Koedukacyjnym. Od 1 października 1948 pracował jako wykładowca w Państwowej Wyższej Szkole Gospodarstwa Wiejskiego w Cieszynie, a od 18 sierpnia 1950 w Zespołowej Katedrze Chemii Ogólnej Wyższej Szkoły Rolniczej w Olsztynie. W 1952 roku zorganizował tam Chór Akademicki i był jego opiekunem w 1969 roku. Od 1954 roku dziekan Wydziału Rolniczego WSR. Od 1957 roku prezes tamtejszego AZS-u. Od 1959 roku docent, od 22 czerwca 1967 profesor nadzwyczajny.
Autor ponad 80 prac naukowych i popularnonaukowych. Założyciel i przewodniczący Polskiego Towarzystwa Przyrodników im. M. Kopernika. Członek Polskiego Towarzystwa Chemicznego, NOT i Towarzystwa Chemicznego Akademii Nauk w Pradze.
Warzyczek interesował się chirurgią (posiadał komplet narzędzi chirurgicznych). Słynął też z sympatii do kotów; zwierzęta te spacerowały po jego gabinecie nawet w trakcie egzaminów. Nie założył rodziny. Został pochowany na cmentarzu parafialnym w Hażlachu.